# Condado de Jaffa y Ascalón
El doble Condado de Jaffa y Ascalón fue uno de los cuatro principales señoríos que formaban el más poderoso de los Estados cruzados, el Reino de Jerusalén, según el cronista del siglo XIII Juan de Ibelín.

## Historia
Jaffa fue fortificada en 1100 por Godofredo de Bouillón después de la Primera Cruzada, y reclamada sin éxito por el Patriarca Dagoberto de Pisa.
Permaneció siendo de dominio real hasta que fue concedida en 1110 a Hugo II de Le Puiset.
En 1134, el rey Fulco de Jerusalén dividió el condado en pequeños municipios como consecuencia de la rebelión de Hugo II de Jaffa, y Jaffa, en particular, pasó a dominio real. Pronto pasó a ser el infantazgo de Amalarico, segundo hijo de Fulco.
En 1153, Balduino III de Jerusalén, primer hijo de Fulco, conquistó Ascalón, y lo añadió al territorio que ya poseía su hermano Amalarico.
Pasaba o no a control directo del rey dependiendo de si el titular de la tierra eran maridos o parientes cercanos del rey o de su heredero, y a usufructo cuando era un miembro de la familia real. Por lo general, en este período los ingresos producidos pasaban a la familia de Amalarico.
En 1221 se le concedió a Gualterio IV de Brienne, sobrino del rey consorte Juan de Brienne.
Alrededor de 1250 se le concedió a la familia Ibelín.
En 1268, Baibars capturó Jaffa, acabando su historia como condado, aunque el título de conde de Jaffa y Ascalón se siguió concediendo como honorífico.

## Vasallos
El Condado de Jaffa y Ascalón tenía como vasallos a:
- Señorío de Ramla
- Señorío de Ibelín
- Señorío de Mirabel
- Señorío de Ascalón

## Condes de Jaffa y Ascalón
1100-1100 : Roger y Gerardo
1100-1118 : dominio real
1118-1122 : Hugo II de Le Puiset, primo del rey Balduino II de Jerusalén
1122-1123 : Alberto de Namur, casado con Mabel de Roucy, viuda de Hugo
1123-1135 : Hugo II de Jaffa, hijo de Hugo y Mabel
1135-1151 : dominio real
1151-1163 : Amalarico I de Jaffa
1163-1176 : dominio real, al divorciarse Amalarico, paso a manos de su exmujer, Inés de Courtenay, y posteriormente a su hija Sibila, cuyos maridos gobernaron sobre Jaffa
1176-1177 : Guillermo de Montferrato, casado con Sibila, hermana de Balduino IV de Jerusalén
1177-1180 : Sibila de Jaffa
1180-1186 : Guido de Lusignan, casado con Sibila
1186-1191 : dominio real
1191-1193 : Godofredo de Lusignan, hermano de Guido de Lusignan
1193-1198 : Emerico de Lusignan (1193-1197), hermano del rey consorte Guido de Lusignan
1198-1208 : dominio real
1208-1209 : Hugo I de Chipre, casado con Alicia de Champaña
1209-1221 : dominio real
1221-1246 : Gualterio IV de Brienne, sobrino de Juan de Brienne
1247-1266 : Juan de Ibelín
1266-1276 : Jacobo de Ibelín, honorífico desde 1268, hijo de Juan de Ibelín
1276-1304 : Guido I de Ibelín, hermano de Jacobo de Ibelín y noble de Chipre
1304-1316 : Felipe de Ibelín, hijo de Guido I de Ibelín
1316-1349 : Hugo de Ibelín, hermano de Felipe de Ibelín y Senescal de Jerusalén
1349-1352 : Balián II de Ibelín, hijo de Hugo de Ibelín
1352-1365 : Guido II de Ibelín, hermano de Balián II de Ibelín
1365-1368 : Juan II de Ibelín, hijo de Guido II de Ibelín
1375-1375 : Renato de Le Petit, noble de Chipre casado con María de Ibelín, hermana de Juan II de Ibelín
1439-1463 : Jacobo de Flory, gobernador del Reino de Chipre
1463-1473 : Juan Pérez Fabrice, Capitán de Galeras de Chipre de origen catalán
1473-1474 : Luis Pérez Fabrice, hijo de Juan Pérez Fabrice
1474-1510 : Jorge Contarini, primo de Caterina Cornaro
1510-1560 : Tomás Contarini, hijo de Jorge Contarini
1560-1578 : Jorge II Pedro Domenico Contarini, hijo de Tomás Contarini. Tras la toma de Chipre por los turcos, el título honorífico de Conde de Jaffa y Ascalón pasa a manos de la República de Venecia
1578-1617 : Tomás II Contarini, hijo de Jorge II Pedro Domenico Contarini
1617-1630 : Julio Contarini, hijo de Tomás II Contarini
1630-1675 : Tomás III Contarini, hijo de Julio Contarini
1675-1684 : Federico Contarini, primo de Tomás III Contarini
1684-1714 : Angelo Contarini, sobrino de Federico Contarini
1714-1756 : Jorge III Contarini, hijo de Angelo Contarini y miembro del [[Consejo de 
los Diez]] de Venecia
1756-1783 : Alvise Contarini, hijo de Jorge III Contarini y senador
1783-1810 : Alvise II Jorge Contarini, hijo de Alvise Contarini y senador
1810-1817 : Alvise III Angel Contarini del Zaffo, hermano de Alvise II Jorge Contarini
1817-? : Alvise IV Gaspar Contarini del Zaffo, hijo de Alvise III Angel Contarini del Zaffo